# Grumăzești
Grumăzești est une commune roumaine du județ de Neamț, dans la région historique de Moldavie et dans la région de développement du Nord-Est.

## Géographie
La commune de Grumăzești est située dans le nord du județ, dans les collines du piémont des Carpates orientales, à 10 km au sud de Târgu Neamț et à 52 km au nord de Piatra Neamț, le chef-lieu du județ.
La municipalité est composée des quatre villages suivants (population en 1992) :
- Curechiștea (745) ;
- Grumăzești (2 878), siège de la municipalité ;
- Netezi (198 ;
- Topolița (1 621).

## Histoire
La première mention écrite du village date de 1499. La commune a été aussi appelée Grumazescu ou Grumaz.

## Politique
| Période                                  | Période  | Identité          | Étiquette | Qualité |
| ---------------------------------------- | -------- | ----------------- | --------- | ------- |
| Les données manquantes sont à compléter. |          |                   |           |         |
| 2000                                     | En cours | Constantin Matasă | PSD       |         |

| Parti | Parti                        | Sièges |
| ----- | ---------------------------- | ------ |
|       | Parti social-démocrate (PSD) | 13     |
|       | Parti national libéral (PNL) | 2      |

## Religions
En 2002, la composition religieuse de la commune était la suivante :
- Chrétiens orthodoxes, 97,02 %.

## Démographie
En 2002, la commune comptait 5 440 Roumains soit la totalité de la population. On comptait à cette date 2 219 ménages et 2 150 logements.
| 1992  | 2002  | 2007  |
| ----- | ----- | ----- |
| 5 680 | 5 440 | 5 496 |

## Économie
L'économie de la commune repose sur l'agriculture et l'élevage. La commune dispose de 2 406 ha de terres arables, de 688 ha de pâturages et de 217 ha de forêts.

## Communications

### Routes
La route régionale DJ155 permet de rejoindre Târgu Neamț.

## Lieux et monuments
- Grumăzești, église orthodoxe.

- Monastère Braditel.

- Topolița, église St-Jean-Baptiste (Sf. Ioan Botezătorul) en bois de 1784.

- Netezi, ruines d'un château de boyard avec église et cimetière des XIIIe siècle et XIVe siècle.